# Stolica (geomorfologický podcelek)
Stolica je geomorfologický podcelek Stolických vrchů. Nejvyšší vrch podcelku i celého pohoří je Stolica, dosahující výšky (1476 m n. m.).

## Polohopis
Podcelek zabírá východní, nejvyšší část Stolických vrchů, od zbytku pohoří oddělenou údolím řeky Muráň. Severním sousedem je Spišsko-gemerský kras s podcelky Slovenský ráj a Muránska planina, západním směrem pokračují Stolické vrchy podcelku Tŕstie. Jižně navazuje Revúcka vrchovina s podcelk Železnícké predhorie, Hrádok a Dobšinské predhorie, východním směrem leží Volovské vrchy s podcelkem Havranie vrchy . 

## Významné vrcholy
- Stolica - nejvyšší vrch podcelku i pohoří (1476 m n. m.)
- Kohút (1409 m n. m.)
- Kyprov (1391 m n. m.)
- Falterov vrch (1338 m n. m.)
- Buchvald (1293 m n. m.)

## Chráněná území
Severní část území patří do ochranného pásma Národního parku Muránska planina, mezi maloplošné chráněné území patří přírodní rezervace Zdychavské skalky a Lúky pod Ukorovou. 